# Challenger de Nueva Delhi 2015
El torneo ONGC–GAIL Delhi Open 2015, fue un torneo profesional de tenis. Perteneció al ATP Challenger Tour 2015. Se disputó su 2ª edición sobre superficie dura, en Nueva Delhi, India entre el 16 y el 22 de febrero de 2015.

## Jugadores participantes del cuadro de individuales
| Favorito | País                 | Jugador               | Rank1 | Posición en el torneo |
| -------- | -------------------- | --------------------- | ----- | --------------------- |
| 1        | Bandera de Australia | James Duckworth       | 113   | Segunda ronda         |
| 2        | Bandera de Rusia     | Alexander Kudryavtsev | 127   | Primera ronda         |
| 3        | Bandera de Japón     | Yūichi Sugita         | 133   | Primera ronda         |
| 4        | Bandera de Bélgica   | Ruben Bemelmans       | 141   | Cuartos de final      |
| 5        | Bandera de la India  | Somdev Devvarman      | 147   | CAMPEÓN               |
| 6        | Bandera de Australia | Luke Saville          | 166   | Cuartos de final      |
| 7        | Bandera de Moldavia  | Radu Albot]           | 167   | Cuartos de final      |
| 8        | Bandera de Australia | Alex Bolt             | 168   | Primera ronda         |

- 1 Se ha tomado en cuenta el ranking del 3 de febrero de 2014.

### Otros participantes
Los siguientes jugadores recibieron una invitación (wild card), por lo tanto ingresan directamente al cuadro principal (WC):
- Yuki Bhambri
- Karunuday Singh
- Sanam Singh
- Vishnu Vardhan

Los siguientes jugadores ingresan al cuadro principal tras disputar el cuadro clasificatorio (Q):
- Vijay Sundar Prashanth
- Dino Marcan
- Sriram Balaji
- Richard Becker

## Campeones

### Individual Masculino
- Somdev Devvarman derrotó en la final a  Yuki Bhambri, 3–6, 6–4, 6–0

### Dobles Masculino
- Egor Gerasimov /  Alexander Kudryavtsev derrotaron en la final a   Riccardo Ghedin /  Toshihide Matsui, 6–75, 6–4, [10–6]